# Црква светих Филипа и Јакова у Вуковару
Црква светих Филипа и Јакова је католичка црква у Вуковару у Хрватској. После катедрале у Загребу и ђаковачке катедрале, вуковарска црква светих Филипа и Јакова трећа је по дужини у Хрватској.

## Историјат градње цркве
Од 14. века фрањевци постају присутни на просторима Славоније и Срема. У раздобљу турске окупације ових крајева, уништена је сва документација о њиховом деловању. Понешто се ипак пронађе у разним документима Фрањевачког Реда и у ватиканским архивима. Али, засигурно знамо да су фрањевци Провинције Босне Сребрене зепочели своје деловање у првој половини 17. века.
Од 1688. године фрањевци стално бораве у граду Вуковару, док су пре тога деловали из Сремских Лаза.
1704. године страдао је од ракоцијевих устанака Фрањевачки самостан у Бачу, па гвардијан фра Антун Оршић с делом фрањевачког братства сели у Вуковар, тако да се вуковарско фрањевачко братство до 1715. године назива “бачки самостан св. Марије у Вуковару”.
1708. године фрањевци у Вуковару управљају не само жупом у Вуковару већ и Отоку, Дреновцима и Жупањи. У Вуковару тада граде дрвену цркву , коју на изричиту жељу гвардијана Антуна Оршића посвећују на “част Богу и Светим апостолима Филипу и Јакову”.
1723. године вуковарски фрањевци одвајају се од надлештва самостана у Бачу; почињу градити нови самостан и зидану цркву светих апостола Филипа и Јакова.
1734. године вуковарски фрањевци управљају жупама у Тординцима, Јанковцима и Сотину, док је Нуштар филијала вуковарске парохије (жупе).
1736. године фрањевци су основали школу за мушку и женску децу у граду; у њој су предавали и латински језик; њихова школска делатност престаје изван самостана 1863. године, а у самостану је од 1733. до 1783. године деловао високи студиј филозофије те од 1803. до 1885. године високи студиј теологије; у првој су међу осталима предавали Вуковарчани Антун Томашевић, филозофски писац, и фра Јосип Јанковић, црквени правник.
Јосип Јанковић, вуковарчанин, боравећи у Риму замолио је папу Бенедикта XIV, да му за његов град Вуковар поклони мошти неког свеца “за душевну утеху народа свога у Срему и у Славонији” , услед велике куге која је завладала овим крајевима. Папа Бенедикт XIV удовољи његовој молби те му поклања реликвију “гласовитог витеза и врлог Боне, славног мученика, да буде просветитељ, патрон и одбрана вароши вуковарске. 1754. године фратар Јосип Јанковић у цркву светих Филипа и Јакова доноси мошти св. Боне мученика. Свети Боно вуковарски постаје најдражи светац вуковарског краја, а његове мошти обилазе, моле им се и диве како вуковарски католици тако и православци и др.
1896. до 1897. темељито је обновљена и проширена црква. Барокном делу цркве дограђен је нови део у класицистичком стилу по нацртима бечког архитекта Рицхарда Јордана. Том доградњом вуковарска црква постаје трећа по дужини у Хрватској – дуга је 60 метара.
1911. године црква је фрескописана по мариборској Зоратијевој школи. Сликање целе цркве трајало је само четири месеца.
1924. године набављена су три нова звона у љубљанској звонолеваоници. Једно од звона поклонила је последња вуковарска грофица Софија Елц.

## Страдање цркве у рату 1991. године и њена обнова
1991. године црква је тешко страдала у ваздушним нападима ЈНА. Фрањевци мошти светог Боне Вуковарског склањају у крипту цркве где остају све до 1995. године.
1995. године мошти светог Боне, заштитника града Вуковара којег су поштовали како католици тако и вуковарски православци и др. , припадници дела српских паравојних јединица однели су на обалу Дунава и спалили. Крипта цркве св. Филипа и Јакова у којој је сахрањена већина вуковарских грофова Елц, девастирана је у потпуности. Тек по који фрагмент моштију фрањевци су успели спасити те се оне данас налазе у храму изложене малом саркофагу који је цркви поклонила златарска породица Алберта Берише из Вуковара.
1997. и 1998. године фрањевци се међу првима враћају у порушени самостан и цркву у Вуковару. 2000. године црква и самостан су добили нови кров и три нова звона изливена у Инзбруку. 2004. године фрањевци се враћају из привременог смештаја у граду у свој самостан.